# マーク・ウィルソン (ラグビー選手)
マーク・ウィルソン（Mark Wilson、1989年10月6日 - ）は、プレミアシップニューカッスル・ファルコンズに所属するラグビーユニオン選手。

## プロフィール
- イングランド・ケンダル出身。
- ポジションはナンバーエイト(No.8)。
- 身長 191cm、体重 112kg
- イングランド代表キャップは19（2020年3月現在）でラグビーワールドカップ2019のイングランド代表に選ばれた[1]。

## 略歴
ニューカッスル・ファルコンズを経て、2019年、セール・シャークスに期限付き移籍。 